# Patterson's Gap
Patterson's Gap es una localidad de Santa Lucía, que forma parte del distrito de Castries.